# ウィリアム・ダグラス＝ハミルトン (ハミルトン公爵)
ハミルトン公爵・初代セルカーク伯爵ウィリアム・ダグラス＝ハミルトン（英: William Douglas-Hamilton, Duke of Hamilton, and 1st Earl of Selkirk,KG PC、1634年12月24日 - 1694年4月18日）は、スコットランドの貴族、政治家。

## 経歴
1634年12月24日、スコットランド貴族の初代ダグラス侯爵ウィリアム・ダグラスとその後妻メアリー（初代ハントリー侯爵ジョージ・ゴードンの娘）の間の長男として生まれる。
1646年8月4日にスコットランド貴族爵位セルカーク伯爵とデアー＝ショートクルー卿(Lord Daer and Shortcleuch)に叙された。この爵位は当初ダグラスの名を受け継ぐ男性相続人(his heirs male whatsoever bearing the name of Douglas)を継承者とする爵位だった。
1656年4月29日に初代ハミルトン公爵ジェイムズ・ハミルトンの娘である第3代ハミルトン女公爵アン・ハミルトンと結婚した。1660年9月20日にダグラス＝ハミルトン(Douglas-Hamilton)と改姓のうえ、一代限りでハミルトン公爵(Duke of Hamilton)、クライズデール侯爵(Marquess of Clydesdale)、アラン＝ラナーク＝セルカーク伯爵(Earl of Arran, Lanark and Selkirk)、エイヴン＝マーチャンシャー＝ポーモント＝デア卿(Lord Aven, Machanshire, Polmont and Daer)の爵位を与えられた。
1682年9月25日にガーター勲章を受勲した。
1688年10月6日にはノヴォダマスに基づいてセルカーク伯爵位とデアー＝ショートクルー卿位について国王に返還し、次男チャールズ・ダグラスに再度与えられた。ノヴォダマスによりセルカーク伯爵位とデアー＝ショートクルー卿位は変則的な継承方法の爵位となった（詳細はセルカーク伯爵の項目参照）。
1689年から1690年にかけてと1692年から1693年にかけてスコットランド議会国王代理を務め、また1692年から1694年にかけてはスコットランド海軍司令長官、1693年から1694年にかけては民事上訴裁判所特別判事を務めた。
1694年4月18日に死去した。ハミルトン公爵以下の保有していた一代限りの爵位は彼の死とともに消滅した。

## 家族
1656年4月29日に初代ハミルトン公爵ジェイムズ・ハミルトンの娘である第3代ハミルトン女公爵アン・ハミルトンと結婚し、彼女との間に以下の7男4女の11子を儲けた。
- 第1子(長女)メアリー・ハミルトン（1657年 - 1666年）
- 第2子(長男)ジェイムズ・ハミルトン（1658年 - 1712年） - 母から4代ハミルトン公爵を継承。陸軍中将。
- 第3子(次男)ウィリアム・ハミルトン（1659年頃 - 1688年）
- 第4子(次女)キャサリン・ハミルトン（1662年 - 1707年）
- 第5子(三男)チャールズ・ダグラス（1663年 - 1739年） - 父から第2代セルカーク伯爵を継承
- 第6子(四男)ジョン・ハミルトン（1665年 - 1744年） - 初代ラグラン伯爵。兄から第3代セルカーク伯爵位を継承。
- 第7子(五男)ジョージ・ダグラス＝ハミルトン（1666年 - 1737年） - 初代オークニー伯爵（英語版）。陸軍元帥。
- 第8子(三女)スザンナ・ハミルトン（1667年 - 1737年2月7日） - 1684年11月、コクラン卿ジョン・コクラン（のち第2代ダンドナルド伯爵）と結婚、子供あり[3]
- 第9子(四女)マーガレット・ハミルトン（1668年 - 1731年）
- 第10子(六男)バジル・ハミルトン（1671年 - 1701年）
- 第11子(七男)アーチボルド・ハミルトン（英語版）（1673年 - 1754年）